# Werner Schuricht
Werner Schuricht (* 26. April 1936) ist ein deutscher Pomologe und Autor von Fachbüchern. Er forschte in der Deutschen Demokratischen Republik und war nach  der Wiedervereinigung an der Gründung des Pomologen-Vereins beteiligt.

## Leben
Werner Schuricht erwarb sein Abitur in Burgstädt und studierte danach von 1954 bis 1959 an der Universität Leipzig und an der Humboldt-Universität zu Berlin Gartenbau. Von 1960 bis 1961 absolvierte er ein Betriebspraktikum auf dem Volkseigenen Gut in Egeln. Danach war er wissenschaftlicher Assistent am Institut für Sonderkulturen an der Humboldt-Universität, bis er von 1963 bis 1965 als Leiter von „Spezialagronomen“ im Bezirk Erfurt beschäftigt war. Ab 1965 war er als wissenschaftlicher Assistent an der Universität Jena beschäftigt, wo er 1972 mit Untersuchungen zum Ertragsverhalten der Sauerkirsche promovierte. Seit 1970 war er Leiter einer Arbeitsgemeinschaft am dortigen Institut für Pflanzenernährung in Jena-Zwätzen. 1994 beendete er seine berufliche Laufbahn und ging in den Ruhestand.
Als Rentner engagierte er sich im Pomologen-Verein, an dessen Gründung er 1991 beteiligt war, und reiste als „Apfelpapst“ durch Deutschland um alte Apfelsorten zu bestimmen und für den Erhalt derselben zu werben. Nach eigener Angabe kann er von den Deutschland vorhandenen 2000 Sorten 500 bis 600 sicher erkennen und bestimmen. Er ist redaktioneller Mitarbeiter bei der Herausgabe des Jahresheftes des Pomologen-Vereins und war an der Anlage mehrerer Sortengärten zum Erhalt alter Obstsorten beteiligt.
2004 erhielt er den Oberdieck-Preis.
Er ist verheiratet und lebt in Jena.

## Werke
- Untersuchungen zum Ertragsverhalten der Sauerkirsche unter besonderer Berücksichtigung der Struktur der Ertragskapazität. Dissertation an der Mathematisch-Naturwissenschaftlich-Technischen-Fakultät der Universität Jena, 1972.
- mit Siegfried Kramer: Rationelle Strauchbeerenobstproduktion : Erkenntnisse und Erfahrungen aus der Sowjetunion. VEB Deutscher Landwirtschaftsverlag, Berlin 1977.
- mit Gerhard Friedrich und Ernst Halwass: Seltenes Kern-, Stein- und Beerenobst. Graphischer Grossbetrieb Interdruck, Leipzig 1985 (1. Auflage) und 1989 (2. Auflage)
- mit Gerhard Friedrich und Ernst Halwass: Nüsse und Quitten. Neumann-Neudamm, Melsungen 1988, ISBN 3-7888-0541-2. (Lizenzausgabe des gleichnamigen Werks das im selben Jahr  bei Neumann in Leipzig (DDR) erschien)
- mit Hans-Joachim Bannier und Wilfried Müller Fehlerhaftes Bildmaterial in der aktuellen Obstsortenliteratur. – Zur Bestimmung alter Apfelsorten. Verlag des Pomologen-Vereins, Detmold 2003.
- Zur Geschichte des Obstbaus Mitteldeutschlands, Teil I: Der Obstbau Mitteldeutschlands vom Mittelalter bis zum Jahr 1945. Förderverein Deutsches Gartenbaumuseum, Erfurt 2010.